# Episodi di Great News (prima stagione)
La prima stagione della serie televisiva Great News è stata trasmessa in prima visione negli Stati Uniti sul canale NBC dal 25 aprile al 23 maggio 2017.
In italia la serie va in onda dal 27 settembre 2017 sul canale Joi della piattaforma Mediaset Premium.
| n° | Titolo originale            | Titolo italiano               | Prima TV USA   | Prima TV Italia   |
| -- | --------------------------- | ----------------------------- | -------------- | ----------------- |
| 1  | Pilot                       | La nuova stagista             | 25 aprile 2017 | 27 settembre 2017 |
| 2  | Bear Attack                 | Genitore elicottero           | 25 aprile 2017 | 27 settembre 2017 |
| 3  | Chuck Pierce Is Blind       | Un giorno di ordinaria follia | 2 maggio 2017  | 4 ottobre 2017    |
| 4  | War Is Hell                 | Il ragazzo segreto di Katie   | 2 maggio 2017  | 4 ottobre 2017    |
| 5  | Snowmageddon of the Century | La tempesta del secolo        | 9 maggio 2017  | 11 ottobre 2017   |
| 6  | Serial Arsonist             | Follia da palcoscenico        | 9 maggio 2017  | 11 ottobre 2017   |
| 7  | The Red Door                | Questione di privacy          | 16 maggio 2017 | 18 ottobre 2017   |
| 8  | Celebrity Hacking Scandal   | La storia del secolo          | 16 maggio 2017 | 18 ottobre 2017   |
| 9  | Carol Has a Bully           | La nonna di Greg              | 23 maggio 2017 | 25 ottobre 2017   |
| 10 | Carol's Eleven              | Le maniere forti              | 23 maggio 2017 | 25 ottobre 2017   |

## La nuova stagista

### Trama
Katie, produttrice per un telegiornale locale, è indispettita del fatto che il suo capo, Greg, le assegni solo notizie banali. Il funerale di un’amica di famiglia ispira Katie e la madre Carol, molto opprimente nei suoi confronti, a seguire i loro sogni. Katie, ignorando i rifiuti di Greg, si assicura il compito di produrre una notizia più importante grazie al conduttore Chuck, mentre Carol ritorna a scuola e viene assunta come tirocinante presso lo studio in cui lavora Katie. Katie vuole fare licenziare Carol cercando di farla scontrare con Chuck, lunatico e instabile; Carol si dimostra però incredibilmente capace di gestire il carattere di Chuck, ma decide di lasciare il suo posto per il comportamento di Katie. Katie convince Carol a rimanere e, quando l’uragano che lei sta seguendo per la sua notizia viene declassato, riesce a trovare una nuova storia sui baby boomer che tornano al lavoro.

## Genitore elicottero

### Trama
Carol sabota ogni tentativo di Katie di andare allo zoo di Central Park per seguire una notizia su un orso in fuga, temendo che sia troppo pericoloso. Carol però capisce di aver sempre proiettato le sue paure su Katie e finalmente le insegna ad andare in bicicletta, consentendole in questo modo di ottenere un’esclusiva sulla cattura dell’orso. Cercando di aumentare gli ascolti, Greg vuole che Chuck e Portia “chiacchierino” alla fine di ogni edizione, ma i due non si parlano da anni dopo aver capito di non aver nulla in comune. Greg riesce però a trovare un argomento comune su cui possano discutere.

## Un giorno di ordinaria follia

### Trama
Chuck deve subire un intervento alla cataratta a entrambi gli occhi ed è quindi costretto a rinunciare al suo record di presenze al lavoro. Per evitare di mostrarsi debole, finge di dovere assentarsi per ritirare un premio e lo confida solo a Carol, la quale – spinta dal suo spirito materno – trova una scusa per prendersi cura di lui al posto di occuparsi dei suoi compiti da stagista. Greg, avendo utilizzato svariate volte in passato la contrarietà di Chuck a nuove proposte come scusa per rifiutare dei suggerimenti da parte dei suoi colleghi per il notiziario, si trova costretto ad accettare le idee più bizzarre; ammette anche di considerare solo Katie come collega al suo pari. Greg e Katie inducono Chuck a tornare allo studio, ma, quest’ultimo non muove alcuna obiezione contro i cambiamenti apportati perché, avendo in realtà delle bende sugli occhi, non riesce a vederli. Greg allora inizia a comportarsi come Chuck, annullando ogni modifica e insultando tutti i colleghi. Carol utilizza la tecnologia dell’ufficio per permettere a Chuck di andare comunque in onda, ma si rivela una scelta disastrosa.

## Il ragazzo segreto di Katie

### Trama
Il fotografo Trip, nonché fidanzato segreto di Katie, ritorna dalla Siria. Carol, la cui negatività viene vista da Katie come causa delle separazioni con i fidanzati precedenti, scopre la loro relazione; Katie sospetta che Carol abbia cercato informazioni su Trip. Katie scopre così che Trip è un ricco erede, mentre Carol era semplicemente felice di aver scoperto che la madre di lui era deceduta, così da poter fare da madre anche a Trip. Katie capisce di avere in realtà dei dubbi reali su Trip e decide di interrompere la loro relazione; Trip dichiara allora di essere disgustato dal comportamento di Katie e di Carol. Chuck decide di dimostrare la sua mascolinità diventando inviato sul campo dal Sudan del Sud, ma Justin scopre che Chuck è un codardo e che i suoi precedenti reportage in zone di guerra sono molto imbarazzanti. Dopo che Justin e Greg si sono presi gioco di lui, Chuck li terrorizza lanciando dei petardi nello studio, mostrando in questo modo anche la loro paure e ricevendo un divieto di viaggio dal reparto delle risorse umane.

## La tempesta del secolo

### Trama
Una tempesta non consente a nessuno dello staff di uscire dallo studio. Turbata per la mancanza di amicizia tra i colleghi, Carol cerca di indurli a socializzare distribuendo delle bottiglie di vino. Quando la loro rete televisiva richiede uno speciale sulla bufera di neve, nonostante siano ubriachi, cercano di mandare in onda un’edizione, che si rivela disastrosa. Portia convince Katie che l’interesse professionale di Chuck nei suoi confronti sia solo un modo per abbordarla; Katie si mette in una situazione imbarazzante nel momento in cui scopre che in realtà Chuck stava facendo delle prove per flirtare con una ragazza della sua palestra. Tra Katie e Greg, cresce una strana attrazione. Katie però scopre che Greg è in realtà fidanzato con una ragazza di nome Catherine.

## Follia da palcoscenico

### Trama
L’inviato sul campo Kevin viene accusato di essere il Piromane Seriale del servizio che lui stesso stava curando e quindi viene allontanato. Su insistenza di Carol, Katie accetta di sostituirlo. Il suo primo reportage si rivela ottimo, ma senza il controllo di Katie, Portia rovina l’intervista con una fonte importante. Katie vuole allora tornare alla sua precedente occupazione, ma i suoi reportage sono così apprezzati che Greg insiste per farla continuare. Katie capisce che sono state Carol e le sue amiche a fare tutte quelle telefonate positive ricevute in studio a proposito dei reportage di Katie. Per provare a Carol di esser capace di ottenere la fama, ma di non esserne interessata, Katie interrompe la diretta per fare un’esibizione di danza, che aveva già fatto da bambina. Al posto di mandare in onda le immagini di Katie che balla, Greg trasmette la nuova sigla che Chuck, aiutato da Justin, aveva girato per dimostrare di essere allo stesso livello di Portia. Carol capisce che la fama è in realtà il suo sogno, e Katie la incoraggia a perseguirlo. Greg permette a Katie di tornare a produrre notizie e assume un nuovo reporter, che si rivela essere un ammiratore di Kevin.

## Questione di privacy

### Trama
A casa di Chuck, Carol trova la sua statua di cera, un tempo esposta al Madame Tussauds, prima del declino della sua fama. Volendo rinunciare a ogni suo sogno, le dice di distruggerla, ma lei la nasconde sul tetto, facendo involontariamente credere a tutto l’ufficio che Chuck stia cercando di suicidarsi. Carol ammette che se Chuck non ha speranza nel suo futuro, allora nemmeno lei potrà averne per il suo. I colleghi di Chuck, credendo che la statua sia lui, cercano di dimostrargli profonda ammirazione per distoglierlo dall’apparente tentativo di suicidio ma, dopo la caduta della statua dal tetto causata da Katie, scoprono che non era davvero lui. Il telefono di Portia subisce un attacco hacker e per un errore ortografico letto in una sua mail, Katie e Greg credono che nello studio giri la voce che si stiano frequentando. Scoprendo che i colleghi in realtà li considerano asessuati, cercano di dipingersi come attivi sessualmente. Carol capisce dalla reazione spropositata di Katie che la figlia è davvero attratta da Greg.

## La storia del secolo

### Trama
Un’ambiziosa Carol riesce a ottenere una notizia su una nuova app molto popolare, il gioco Biscuit Blitz; Chuck cerca di spiegare a Portia quanto quel gioco sia insignificante, ma lei si rivela esperta in materia. Chuck si vede costretto a scusarsi, ma non riesce a cambiare davvero il suo modo di fare. Katie vuole investigare sul possibile legame tra i recenti casi di attacchi informatici contro le celebrità, ma Greg critica i suoi istinti e le ordina di lasciar perdere; Katie lascia inutilmente a Carol il compito di seguire la storia su Biscuit Blitz, mentre si incontra in segreto con la sua fonte, che si rivela essere un ragazzino. Katie svela che Greg ha lasciato l’Inghilterra dopo aver prodotto senza successo una storia sul mostro di Loch Ness. Katie e Greg si incontrano con la fonte, rivelatasi affidabile nonostante la sua età e immaturità; quest’ultimo crede che ci sia una falla nella gestione dei dati dell’app Biscuit Blitz. Quando Chuck subisce un furto di dati dopo che Carol gli installa il gioco sul telefono, Katie capisce che è l’app ad esser responsabile degli attacchi informatici e riceve i complimenti da Greg.

## La nonna di Greg

### Trama
Dopo aver scoperto che Carol ha frequentato solo una lezione e non è preparata per gli esami, Katie lascia da parte la sua storia su Biscuit Blitz per aiutare Carol, che ammette di essere un fallimento. Un’altra rete televisiva riesce a diffondere lo scoop prima di Katie, ma viene incolpato un ragazzo a caso. Quando Greg si dimostra fedele a sua nonna, Mildred Marlock, donna opprimente e fredda, nonché proprietaria della rete televisiva, lei lo promuove a futuro capo del telegiornale. Carol non supera gli esami; non volendo mostrare alcuna debolezza, Greg la licenzia. Katie cerca di difendere Carol, ma Mildred licenzia Katie e grazia Carol.

## Le maniere forti

### Trama
La nonna di Greg impone dei cambiamenti al telegiornale, che non piacciono allo staff. Katie rinuncia alla strada del giornalismo; Carol cerca di aiutarla imponendosi su di lei, ma non riesce, vedendola (letteralmente) ancora come la sua bambina. Katie scopre che Mildred è proprietaria anche di Biscuit Blitz e organizza un piano per incastrarla. Greg ammette di aver sbagliato a licenziarla, e affrontano sua nonna, che li minaccia. Col supporto di tutti i loro colleghi, Katie e Greg creano un’edizione falsa per distrarre Mildred, mandando in onda un’edizione diversa per smascherarla e indurla ad ammettere tutto in diretta. Il direttore generale licenzia la nonna di Greg, salvando il posto a tutti. Quando Greg e Katie stanno per baciarsi, vengono scoperti; Greg finge allora che sia solo un’usanza britannica e si trova costretto a baciare tutti i colleghi. Katie confessa a Carol che avrà bisogno per sempre di lei.